# ミゲリーネ・キアゲゴー
ミゲリーネ・キアゲゴーー（デンマーク語: Mikkeline Kierkgaard、1984年5月25日 - ）は、デンマーク、フンデステート出身のフィギュアスケート選手（女子シングル、ペア）、歌手、タレント。元パートナーはノルメン・イェシュケ。2001年ノルディクス優勝。

## 経歴
当初はシングルの選手として2000年にノルディクスで優勝、欧州選手権で7位となるなど、目標とするミシェル・クワンになぞらえ、『北欧のミシェル・クワン』と呼ばれ期待された。デンマークスケート連盟との諍いが原因で2003年にドイツに移籍し、ペアに転向した。その年にドイツ選手権で3位に入る実績を上げたが、ドイツ国籍の取得に手間取ったことや、練習中に他選手との衝突で重度の脳震盪に罹ったことなどから、期待されたほどの実績が出せないまま引退した。
引退後はデンマークやドイツでテレビ番組に出演、タレント、俳優、歌手としても活動したあと、オーフスの国際的なビジネスデザインスクール「カオスパイロット」に入学した。
2014年のソチオリンピックではデンマークの放送局TV2で解説者を務めた。

## 主な戦績

### 女子シングル
| 大会/年                      | 1997-98 | 1998-99 | 1999-00 | 2000-01 | 2001-02 |
| ---------------------------- | ------- | ------- | ------- | ------- | ------- |
| 世界選手権                   |         |         | 11      | 14      |         |
| 欧州選手権                   |         |         | 7       |         |         |
| 世界ジュニア選手権           | 26      | 13      | 12      |         |         |
| デンマーク選手権             | 1 J     | 1 J     | 1       |         |         |
| GPスケートアメリカ           |         |         |         |         | 8       |
| JGPハーグ                    |         |         | 6       |         |         |
| JGPサルコウ杯                |         |         | 3       |         |         |
| ネーベルホルン杯             |         |         |         |         | 6       |
| ノルディクス                 |         | 1 J     |         | 1       |         |
| ヨーロッパユースオリンピック |         | 4       |         |         |         |

- J - ジュニアクラス

### ペア
| 大会/年          | 2003-04 |
| ---------------- | ------- |
| ドイツ選手権     | 3       |
| ネーベルホルン杯 | 6       |